# Fiesta (ONE N' ONLYのアルバム)
『Fiesta』（フィエスタ）は、日本の5人組ダンス&ボーカルグループ・ONE N' ONLYの3枚目のミニ・アルバム。2024年10月2日にSDRからリリースされた。

## 背景
ONE N’ ONLYにとって3枚目のEPとなる『Fiesta』は、ラテン音楽の要素を取り入れた作品として位置付けられている。グループは2023年4月にブラジル3都市を巡る初のラテンアメリカツアーを成功させており、その経験を経てJ-POPとラテン・ミュージックを融合した独自の「Jatin Pop」スタイルを確立した。本作の表題曲「Fiesta」はスペイン語で「祝祭」「祭り」の意味を持ち、サンバやカーニバルのリズムを取り入れた情熱的な“お祭り騒ぎ”ソングに仕上がっている。メンバーのTETTAは「『Fiesta』はまさしくザ・ジャティンポップな1曲になっており、同名のツアーを開催するほど自信のある曲」と述べており、現在のONE N’ ONLYのライブを象徴する新たなアンセムとなっている。楽曲選定にあたっては、HAYATOが「今後のライブで活躍する曲、これまでのライブで“こういう曲があったらいいよね”と感じたものを詰め込んだ」と語るように、ライブ映えを意識した多彩な楽曲が収録されている。なお本作は前作『You are/Hook Up』（2023年）以来約10か月ぶりのEPであり、制作期間中にメンバー個々の俳優活動や全国47都道府県ツアー（全公演ソールドアウト）を経てグループの表現力も一段と強化された。こうした背景のもと、唯一無二のスタイルで“ブチ上げる祝祭”をテーマに本作が完成した。

## 構成
EP『Fiesta』には新曲を中心に7曲（通常盤・初回盤それぞれ7曲ずつ収録、1曲のみ異なる）が収録されている。表題曲「Fiesta」は、ラテンの祝祭感あふれるダンスチューンで、サンバのパーカッションやカーニバル調のリズムを取り入れたアッパーな曲となっている。歌詞は前迫潤哉が手がけ、盟友の作曲家ツカダタカシゲとの共作曲であり、“お祭りのように盛り上がれる”一体感が特徴である。続く「R.U.S.H」はHAYATOが作詞・作曲に初参加した疾走感あるダンスナンバーで、JUNEとの共作により生まれた攻撃的なサウンドが持ち味となっている。ミディアムビートの「Free Hug」はJUNEとEthan Augustinによる共作曲で、優しいハーモニーと明るいメロディラインが心を揺らすポップチューンである。歌詞のテーマは「無償の愛・優しさ」であり、「Free Hugでより多くの人々が繋がれば世界はもっと美しくなる」という多幸感にあふれたメッセージが込められている。楽曲に合わせて、サビではハグ（抱擁）を模した振付も取り入れられている。
デジタルシングルとして先行発表されていた「DOMINO」はJUNEとEthan Augustinが手がけたラテン調のダンスナンバーで、夏のイベントでも披露され観客を沸かせた楽曲である。一方、「Too Much」はJUNE・Ethan AugustinとHAYATOの共作による楽曲で、南アフリカ発祥のダンスミュージックであるアマピアノの要素を取り入れている点が特徴的である。EIKUは「“Too Much”ではアマピアノに初挑戦しており、ステップにも注目してほしい」と述べており、楽曲後半では自身とTETTAによるフェイク（アドリブ）の掛け合いが楽しめると語っている。これらの曲はジャンルの枠を超えた多彩さを持ちながらも、「Fiesta」というタイトルが示す通り一貫して祝祭感を演出している。
さらに、長谷川大介（SUPA LOVE）による「Burn it out」は力強いビートのダンスナンバーで、タイトル通り「燃え上がらせる」ようなエネルギッシュな一曲となっている。初回限定盤のボーナストラック「ALL OUT」はラップ担当のHAYATO・KENSHIN・NAOYAの3人だけでパフォーマンスするヒップホップチューンで、作詞はメンバーの3人とJUNEが共同で行い、作曲はJUNEが手がけている。この曲は2024年4月のワンマンライブ「ONE N’ SWAG ～All out～」で初披露されたもので、ライブの幕開けを飾るのに相応しい盛り上がりを見せる。歌詞には「全てを出し切る」という意気込みが込められており、グループのライブにおけるキラーチューンの一つとなった。通常盤にのみ収録の「Fight or Die」は、メンバーTETTA初主演の映画『100秒の拳王 -ケンカバトルロワイアル-』の挿入歌として書き下ろされた壮大なダンスナンバーである。作詞はEMI K. Lynn、作曲はRounoが担当し、荘厳なオーケストラサウンドに力強いビートが共存するゴシック調の楽曲に仕上がっている。タイトルや歌詞からは「ひたすら前進する」というONE N’ ONLYの強い決意が感じられ、ライブツアー「All out」の幕開けでも披露され観客をその世界観に引き込んだ。以上のように、本EPにはラテンポップからヒップホップ、アフロビートに至るまで多彩なジャンルの楽曲が収録されており、それぞれがグループのパフォーマンスを引き立てる役割を果たしている。

## リリース
EP『Fiesta』は2024年10月2日に発売された。形態はCDのみの通常盤と、CD＋Blu-rayの初回限定盤の2種類がリリースされている。初回限定盤（品番：ZXRC-2113）はライブ写真を含む60ページのブックレット付きで、Blu-rayには2024年4月27日にパシフィコ横浜 国立大ホールで開催されたワンマンライブ「ONE N’ SWAG ～All out～」の模様がフル収録されている。通常盤（品番：ZXRC-2114）は24ページブックレット付属のCD仕様で、初回限定盤とは収録曲が1曲異なり、「ALL OUT」が初回盤ボーナストラックとして収録される代わりに、通常盤には「Fight or Die」が収録されている（両盤とも全7曲収録）。両形態の初回生産分には封入特典としてソロ6種＋集合1種のトレーディングカード（各盤で絵柄違い）から1枚がランダム封入された。また、HMVやタワーレコード、TSUTAYA、Amazonなど販売店別に異なる特典（トレカやポストカード）が用意された。EPの予約開始と同時に、7月28日に東京・お台場で開催されたイベント「お台場冒険王2024 めざましライブ」出演時にリリース発表が行われ、会場のファンから大きな歓声が上がった。さらにリリースを記念して、兵庫・大阪・愛知・埼玉・神奈川の全国5会場でリリースイベント（ミニライブ＆特典会）が開催された。発売直前の9月6日には「Fight or Die」が先行配信シングルとしてリリースされており、映画公開とあわせてEPへの注目を高めた。なお、表題曲「Fiesta」は9月下旬からスタートした全国ツアー「ONE N’ SWAG 2024 ¿Fiesta?」のタイトルにも起用されており、EP発売後のライブツアーを通じて楽曲が各地で披露された。ツアーは2024年9月27日の東京国際フォーラム公演から始まり、名古屋・大阪を経て、2025年1月18日の東京ガーデンシアター公演まで全4都市10公演が行われている。このように、本EPのリリースはライブ活動とも連動し、ファンとの一体感を生むプロモーションが展開された。

## ミュージック・ビデオ
表題曲「Fiesta」のミュージックビデオ（MV）は、2024年9月26日にYouTubeで公開された。このMVは架空のフェスティバル「ラテン舞踏会」をテーマにしており、古代と未来が融合した不思議な空間を最先端のCGで表現している。撮影ではドローンカメラも駆使され、大掛かりなセット上にグループ公式キャラクター「スワッくん」を模した巨大像が廃材で作られて出現するなど、遊び心あふれる演出が盛り込まれた。炎を操るファイヤーパフォーマンスやカラフルなスモーク、レーザー照明が飛び交い、文字通り“ド派手なフェスティバル”さながらの映像に仕上がっている。メンバーはエネルギッシュなダンスを披露し、楽曲の持つ祝祭感を視覚的にも表現している。監督名は公式には明かされていないが、CGを多用した近未来的かつエキゾチックな映像は公開直後から話題を呼び、公開から約1週間でYouTube再生回数が100万回を突破したと報じられた（グループ史上最速のペース）。
一方、「Free Hug」のMVはEP発売直後の2024年10月9日に公開された。この映像では楽曲のテーマである「優しさ」や「多幸感」を表現するため、ポップでカラフルな演出が凝らされている。メンバーのダンスシーンには、身の回りにあふれる様々な生き物のイラストやグラフィックが重ね合わされ、森の中・海中・夕焼け空の下…といった様々なシチュエーションを模したセットと融合している。グループ史上最高にポップな映像とも評され、サビの振付ではタイトルにちなみハグをする仕草が取り入れられ観る者の心を和ませる。衣装もカラフルで統一され、メンバー同士やバックダンサーとの触れ合いを通じて“繋がり”を表現する演出が随所に散りばめられている。監督は公表されていないものの、クリエイティブチームによる斬新な映像表現が話題となり、ファンやメディアから「観ているだけで心が温かくなるMV」「ONE N’ ONLYの新たな一面が見られる」と好評を博した。なお、「ALL OUT」については歌詞ビデオが制作され公式YouTubeで公開されている。また、「Fiesta」のダンスパフォーマンスを堪能できるダンスプラクティス映像も公開されており、これら映像コンテンツを通じて楽曲の魅力が幅広い層に届けられた。

## 収録曲
| #         | タイトル        | 作詞                               | 作曲                     | 編曲                 | 時間  |
| --------- | --------------- | ---------------------------------- | ------------------------ | -------------------- | ----- |
| 1.        | 「Fiesta」      | 前迫潤哉                           | 前迫潤哉, ツカダタカシゲ | ツカダタカシゲ       | 2:55  |
| 2.        | 「R.U.S.H」     | JUNE, 高尾颯斗                     | JUNE, 高尾颯斗           | JUNE                 | 3:01  |
| 3.        | 「Free Hug」    | JUNE                               | JUNE                     | Ethan Augustin, JUNE | 3:04  |
| 4.        | 「DOMINO」      | JUNE                               | JUNE, Ethan Augustin     | Ethan Augustin, JUNE | 3:23  |
| 5.        | 「Too Much」    | JUNE, 高尾颯斗                     | JUNE, Ethan Augustin     | Ethan Augustin, JUNE | 3:20  |
| 6.        | 「Burn it out」 | 長谷川大介                         | 長谷川大介               | 長谷川大介           | 3:41  |
| 7.        | 「ALL OUT」     | 高尾颯斗, 上村謙信, 草川直弥, JUNE | JUNE                     | JUNE                 | 2:22  |
| 合計時間: | 合計時間:       | 合計時間:                          | 合計時間:                | 合計時間:            | 21:46 |

| #   | タイトル                                                                                     | 作詞 | 作曲・編曲 |
| --- | -------------------------------------------------------------------------------------------- | ---- | ---------- |
| 1.  | 「Fight or Die」                                                                             |      |            |
| 2.  | 「I'M SWAG」                                                                                 |      |            |
| 3.  | 「Shut Up! BREAKER」                                                                         |      |            |
| 4.  | 「Category」                                                                                 |      |            |
| 5.  | 「YOUNG BLOOD」                                                                              |      |            |
| 6.  | 「Beautiful」                                                                                |      |            |
| 7.  | 「QUEEN」                                                                                    |      |            |
| 8.  | 「What's Your Favorite?」                                                                    |      |            |
| 9.  | 「DEJAVU」                                                                                   |      |            |
| 10. | 「メドレー ALL OUT / Turn it up / Set a Fire / L.O.C.A / LA DI DA / Sexy Beach Party Yes!!」 |      |            |
| 11. | 「ONE N' SWAG ～All out～ Dance Section」                                                    |      |            |
| 12. | 「DOMINO」                                                                                   |      |            |
| 13. | 「Video Chat」                                                                               |      |            |
| 14. | 「Freaking Happy」                                                                           |      |            |
| 15. | 「Nice Guy」                                                                                 |      |            |
| 16. | 「HOLIDAY」                                                                                  |      |            |
| 17. | 「GIFT」                                                                                     |      |            |
| 18. | 「You are」                                                                                  |      |            |
| 19. | 「OPEN」                                                                                     |      |            |
| 20. | 「Hook Up」                                                                                  |      |            |
| 21. | 「EVOL」                                                                                     |      |            |
| 22. | 「Step Up」                                                                                  |      |            |
| 23. | 「Call me」                                                                                  |      |            |
| 24. | 「My Love」                                                                                  |      |            |

| #         | タイトル         | 作詞           | 作曲                     | 編曲                 | 時間  |
| --------- | ---------------- | -------------- | ------------------------ | -------------------- | ----- |
| 1.        | 「Fiesta」       | 前迫潤哉       | 前迫潤哉, ツカダタカシゲ | ツカダタカシゲ       | 2:55  |
| 2.        | 「R.U.S.H」      | JUNE, 高尾颯斗 | JUNE, 高尾颯斗           | JUNE                 | 3:01  |
| 3.        | 「Free Hug」     | JUNE           | JUNE                     | Ethan Augustin, JUNE | 3:04  |
| 4.        | 「DOMINO」       | JUNE           | JUNE, Ethan Augustin     | Ethan Augustin, JUNE | 3:23  |
| 5.        | 「Too Much」     | JUNE, 高尾颯斗 | JUNE, Ethan Augustin     | Ethan Augustin, JUNE | 3:20  |
| 6.        | 「Burn it out」  | 長谷川大介     | 長谷川大介               | 長谷川大介           | 3:41  |
| 7.        | 「Fight or Die」 | EMI K.Lynn     | Rouno                    | Rouno                | 3:11  |
| 合計時間: | 合計時間:        | 合計時間:      | 合計時間:                | 合計時間:            | 22:35 |

## 批評とチャート成績
『Fiesta』はリリース直後から好評を持って迎えられ、その音楽性と実績の両面でグループに新たな記録をもたらした。音楽メディア各社は本作について「ラテンの情熱とJ-POPを掛け合わせたユニークな作品」であり「ジャンルレスな魅力を開拓し続ける一枚」と評価している。Billboard JAPANのインタビューでは、本EPで南アフリカ発祥のAmapianoなど新たなジャンルにも挑戦した点に触れ、「ONE N’ ONLYが“Jatin Pop”のさらなる高みへ進化した作品」と紹介された。また、音楽ナタリーの特集記事では「唯一無二のスタイルでブチ上げる祝祭！新アンセムで踊らせる3rd EP完成」と題し、ライブでの盛り上がりを重視した楽曲構成を高く評価している。
商業的にも『Fiesta』は大きな成功を収めた。本作は発売初週に約3.4万枚を売り上げ、2024年10月8日付のオリコン週間アルバムランキングで初登場1位を獲得した。これはONE N’ ONLYにとってグループ史上初のアルバム首位獲得であり、初週売上枚数も自己最高記録を更新する成果となった。従来の最高は前作『You are/Hook Up』の初週3.0万枚（2023年12月18日付チャート）であったが、本作『Fiesta』はそれを上回る売上となっている。また、同期間のオリコン合算アルバムランキングでも週間35,899ポイントを記録して1位を達成しており、フィジカルとデジタルを合計した指標においてもトップに輝いた。Billboard Japanのチャートにおいても、2024年10月11日付の「Top Albums Sales」で推定約61,675枚を売り上げ首位を獲得し、総合アルバムチャート「Hot Albums」でも初登場1位となっている（2024年10月18日公開のチャート）。これらのチャート成績は、グループがインディーズ時代に築き上げてきた国内外での人気の高まりを示すものであり、EP『Fiesta』がONE N’ ONLYにとって飛躍的な作品となったことを物語っている。
批評面では、各曲の完成度やパフォーマンスに対して概ね好意的な評価が寄せられた。特に表題曲「Fiesta」について、音楽ライターからは「祭りの高揚感を完璧に体現したキラーチューン」であり「グローバル展開を視野に入れたサウンドメイクが秀逸」との声が上がった。また、「Free Hug」の温かいメッセージ性や「Too Much」の先鋭的なリズムへの挑戦、「Fight or Die」のスケール感といった多様な要素が評価され、Real Soundのレビューでは「EP全体を通して飽きさせないバラエティと軸のブレない一貫性を両立している」とまとめられた。総じて『Fiesta』は、ONE N’ ONLYが培ってきたダンス＆ボーカルグループとしての強み（ライブパフォーマンスやファンとの一体感）を音源作品に落とし込んだ意欲作として位置付けられ、評論家・ファン双方から今後の更なる飛躍への期待を高める結果となった。